# United States Soccer Federation
Die United States Soccer Federation (USSF), meist als U.S. Soccer bezeichnet, ist der offizielle Fußballverband der Vereinigten Staaten von Amerika.
Mit Sitz in Chicago überwacht der Verband die von der FIFA sanktionierten Ligen des Landes. Außerdem ist er zuständig für die US-Nationalmannschaften der Herren und Frauen sowie deren Juniorenmannschaften. Auch die Beachsoccer-, Futsal- und Paralympics-Nationalmannschaften stehen unter der Kontrolle der USSF.
Die USSF überwacht die Arbeit aller angeschlossenen Schiedsrichter. Sie organisiert den Lamar Hunt U.S. Open Cup als nationalen Pokal des Landes.
Der Verband ist Mitglied der FIFA seit 1914 und der CONCACAF seit 1961.

## Geschichte
Die United States Football Association entstand am 5. April 1913 auf Initiative durch Gustav Manning in New York und wurde am 15. August 1913 offiziell gegründet. Sie ist damit einer der ältesten Verbände der FIFA, dessen Mitglied sie seit 1914 ist. 1945 wurde der Name in United States Soccer Football Association geändert. Den heutigen Namen trägt der Verband seit 1974.

## Nationales Trainingszentrum
2003 öffnete der Verband sein nationales Trainingszentrum, welches am StubHub Center in Carson (Kalifornien) liegt. Der Komplex beinhaltet außerdem ein reines Fußballstadion, welches die Heimat des Major-League-Soccer-Franchises Los Angeles Galaxy ist.

## Professionelle Ligen (Männer)
Die Ligen des Landes sind eigenständige Organisationen und werden von der USSF sanktioniert, damit die Teilnahme an nationalen und kontinentalen Wettbewerben möglich ist. Außerdem fungiert die USSF hier als Überwachungsorgan.

### Major League Soccer
Die Major League Soccer ist die höchste Profiliga in den Vereinigten Staaten und Kanada. Sie wurde 1996 gegründet und in ihr spielen sowohl US-amerikanische, als auch kanadische Mannschaften. Die einzelnen Clubs sind als Franchises organisiert und erwerben die Rechte am Spielbetrieb teilzunehmen von der MLS, welche auch die Eintrittskriterien für eine mögliche neue Mannschaft festlegt.

### North American Soccer League
Seit 2011 existiert die North American Soccer League. Sie war bis 2017 die zweithöchste Liga der USA und Kanada. Die Organisation besteht aus den Franchiseinhabern der einzelnen Teams, welche gemeinschaftlich über die Belange der Liga entscheiden. Da die notwendigen Auflagen durch die Liga nicht erfüllt wurden, entzog die USSF der Liga den Status als zweithöchste Liga.

### United Soccer Leagues
Die United Soccer Leagues ist eine Organisation, welche mehrere Ligen in den USA und Kanada verwaltet. Sie stellen auch die zweite Ligenstufe, zeitweise parallel zur NASL, im US-amerikanischen Fußball, die United Soccer League. Diese wurde 2010 gegründet und ist ein Zusammenschluss der bisherigen USL First Division und USL Second Division. Darunter ist die USL Premier Development League angesiedelt.

## Professionelle Ligen (Frauen)
Die Ligen des Landes sind eigenständige Organisationen und werden von der USSF sanktioniert, damit die Teilnahme an nationalen und kontinentalen Wettbewerben möglich ist. Außerdem fungiert die USSF hier als Überwachungsorgan.

### National Women’s Soccer League
Die National Women’s Soccer League existiert seit 2013 als erste Liga des Landes. Sie ist auch die einzige professionelle Liga im Frauenfußball in den USA.

### W-League & Women’s Premier Soccer League
Die zweite Stufe im Ligensystem bilden die USL W-League und die Women’s Premier Soccer League.

## Mannschaften und Verbände

### Nationalmannschaft
- Fußballnationalmannschaft der Vereinigten Staaten
- Frauen-Fußballnationalmannschaft der Vereinigten Staaten

### Jugend-Nationalmannschaften
- Herren: U-23, U-20, U-18, U-17, U-15
- Frauen: U23, U20, U18, U17, U15

### Ligen und Verbände
Folgende Ligen und Organisationen haben mit der USSF eine Partnerschaft und sind somit von dem Verband zugelassen.
- Major League Soccer
- National Women’s Soccer League
- United Soccer Leagues

USL Championship
USL League One
USL League Two
USL W-League
- United States Adult Soccer Association

### Jugendligen und Organisationen
Folgende Ligen und Organisationen haben mit der USSF eine Partnerschaft und sind somit von dem Verband zugelassen.
- U.S. Soccer Development Academy
- USL Super-20 League
- United States Youth Soccer Association (USYSA)
- American Youth Soccer Organization (AYSO)
- US Club Soccer

### Behindertensport
- United States Power Soccer Association - Organisation für Powerchair-Fußball.